# Walter Max Zimmermann
Walter Max Zimmermann ( Walldürn, 9 de maio de 1892 - Tübingen, 30 de junho de 1980) foi um botânico alemão.